# The Sims 2: Nightlife
The Sims 2: Nightlife este al doilea pachet de expansiune dedicat jocului The Sims 2, dezvoltata de Maxis in colaborare cu Electronic Arts. Pachetul oferă jucătorului opțiunea de a petrece timpul în cluburi, restaurante și magazine. A fost lansat la data de 13 septembrie 2005 pentru Windows (în SUA și Canada), 27 martie 2006 pentru Mac OS X și 16 septembrie 2005 (Uniunea Europeană, Australia și Noua Zeelandă). Adaugă un nou cartier, Downtown, care are cluburi, magazine și restaurante.

## Vampiri
Noua creatura inclusă în Nightlife sunt vampirii. Un sims devine vampir dacă este mușcat de un „Grand Vampire” (doar dacă are o relație bună cu acesta), sau folosind parola:boolProp tesingcheatsenabled true, apoi apăsând shift+simsul și "Make Vampire", asta îl va face vampir fară a se împrieteni cu un vampir. Vampiri nu trebuie să iasa pe timp de zi afară, fiindcă riscă să moară. Printe facilitațile adăugate în pachet e numără: Look-ul de vampir: piele palidă/albă, ochi roșii și colți; vampririi se pot transforma în liliac, de asemenea teleportarea este valabilă. Chiar daca nevoia de hrană este la 0, nu va muri de foame. Vampiri nu îmbătrânesc, deci nu mor, cu toate astea se face excepție de la trecerea de la teen (adolescent) la young adult (adult tanar - exlusiv pentru University), și de la young adult la adult și alte facilități.